# Lidia Terki
Lidia Leber Terki est une scénariste et réalisatrice française, née en Algérie.

## Biographie
Lidia Terki naît en Algérie et grandit en France. Elle a occupé successivement plusieurs rôles au sein de l’industrie cinématographique, tour à tour assistante de la mise en scène, décoratrice ou membre d'une équipe de production.
Elle est membre du collectif 50/50 qui a pour but de promouvoir l’égalité des femmes et des hommes et la diversité dans le cinéma et l’audiovisuel,.
Elle fait partie du collectif Les Mardis des Réalisatrices qui a pour but de s’engager et militer pour la parité dans le secteur du cinéma et audiovisuel, de pallier le sentiment d’isolement que l’on peut ressentir quand on est réalisatrice et d’instaurer une forte solidarité et entraide entre femmes.

## Carrière professionnelle
En 1998, elle dirige son premier court métrage Mal de ville et obtient la même année le Prix spécial du jury et une mention du Prix de la presse au Festival Côté court de Pantin. La réalisatrice poursuit sa filmographie avec la création de trois nouveaux courts de fiction, Notre Père, réalise et produit Mains courantes sélectionné au festival de Telluride en 2001, et La Mirador, une production co-produite et présentée au London Film Festival et aux Rencontres internationales de Digne-les-Bains en 2004.
En 2010, elle réalise le clip musical du titre Distant, extrait de l'album One in Other par la Dj et productrice Chloé chez le label Kill the DJ[réf. souhaitée]. Il s'agit de la seconde collaboration entre les artistes, puisqu'en 2007 la musicienne choisit le court métrage Mains courantes,  de Lidia Terki pour illustrer Be Kind to Me, un titre tissu de son premier album The Waiting Room. La collaboration se poursuivra pour la bande son du premier long métrage de la réalisatrice Paris la blanche sorti en 2017. 

### Projet Sextoy (2014)
En 2014, Lidia Terki participe au Projet Sextoy en tant que co-réalisatrice et productrice aux côtés d'Anastasia Mordin. Les deux documentaires Sextoy Stories et Le Projet Sextoy s'intéressent à la scène électronique parisienne de la fin des années 1990 en dressant le portrait d'une des pionnières du Pulp et de la culture techno Delphine Palatsi dite DJ Sextoy, décédée en 2002.
Les deux films reposent sur une sélection d'images d’archives et d'interviews réalisées pendant le tournage. En 2014, le projet est lauréat du Prix du jury aux Chéries-Chéris, festival LGBT de Paris et du Prix du public au festival FAME (Film And Music Experience) à la Gaîté-Lyrique.

### Paris la blanche (2017)
Le 29 mars 2017 sort en salles Paris la blanche premier long métrage de Lidia Terki, co-écrit avec Colo Tavernier. La réalisatrice filme le voyage de Rekia quittant la Kabylie pour retrouver Nour, son mari parti chercher du travail en France dans les années 1970,.
Pour sa prestation, la comédienne Tassadit Mandi reçoit le Prix de la meilleure actrice au Festival international du film de Saint-Jean-de-Luz en 2016. Les comédiens Zahir Bouzerar, Karole Rocher, Sébastien Houbani, Dan Herzberg et Marie Denarnaud complètent cette affiche. Paris la blanche est également récompensé du Prix du meilleur film France Bleu et du Prix Jean-Claude-Brialy des longs métrages français au Festival Premiers Plans d'Angers en 2017. Le film reçoit le premier Prix Alice Guy 2018 qui récompense un film réalisé par une réalisatrice.

## Filmographie

### Courts métrages
- 1998 : Mal de ville, Elzevir Films
- 2000 : Notre père, Elzévir Films
- 2002 : Mains courantes, Lidia Terki
- 2004 : La Mirador, coproductrice, Of2B productions

### Longs métrages
- 2007 : Gay et après, documentaire collectif pour La Nuit Gay, Canal+
- 2014 : Projet Sextoy et Sextoy's Stories, documentaires co-réalisés avec Anastasia Mordin
- 2017 : Paris la blanche, Day For Night Productions

## Distinctions
- Festival Côté Court de Pantin 1998 : Prix spécial du Jury et mention de la presse pour Mal de ville
- Festival Chéries Chéris 2014 : Prix du jury pour Projet Sextoy
- Festival FAME à la Gaîté-Lyrique 2014 : Prix du public pour Projet Sextoy
- Festival international du film de Saint-Jean-de-Luz 2016 : Prix du meilleur film France Bleu pour Paris la blanche
- Festival international du film de Saint-Jean-de-Luz 2016 : Prix de la meilleure actrice pour Tassadit Mandi dans Paris la blanche
- Festival Premiers Plans d'Angers 2017 : Prix Jean-Claude Brialy des longs-métrages français pour Paris la blanche
- Prix Alice Guy 2018 pour Paris la blanche[16]